# Perissopmeros castaneous
Perissopmeros castaneous är en spindelart som beskrevs av Butler 1932. Perissopmeros castaneous ingår i släktet Perissopmeros och familjen Malkaridae.
Artens utbredningsområde är New South Wales. Inga underarter finns listade i Catalogue of Life.